# 유지케이
유지케이(UGK, Underground Kingz)는 미국의 그래미상을 수여받은 힙합 그룹이다. 맴버로는 핌프 C와 번 B로 이루어졌으며, 2007년 후반에 멤버인 핌프 C가 'UGK 레코드'를 설립했다.